# She's Beautiful When She's Angry
She's Beautiful When She's Angry (en español: Ella está guapa cuando está enfadada) es un documental estadounidense estrenado en 2014 sobre algunas mujeres involucradas en el movimiento de la segunda ola del feminismo en Estados Unidos; dirigido por Mary Dore.

## Tema
El documental de 92 minutos reflexiona sobre el movimiento feminista en Estados Unidos en lo que se ha denominado segunda ola del feminismo. En el participan las siguientes activistas, enumeradas por orden alfabético:
| - Chude Pamela Allen - Alta - Judith Arcana - Nona Willis Aronowitz - Fran Beal - Heather Booth - Rita Mae Brown - Susan Brownmiller - Linda Burnham - Jacqui Ceballos - Mary Jean Collins | - Roxanne Dunbar-Ortiz - Susan Griffin - Muriel Fox - Jo Freeman - Carol Giardina - Karla Jay - Kate Millett - Eleanor Holmes Norton - Denise Oliver-Vélez - Trina Robbins - Ruth Rosen | - Vivian Rothstein - Marlene Sanders - Alix Kates Shulman - Ellen Shumsky - Marilyn Webb - Virginia Whitehill - Ellen Willis - Alice Wolfson - Mujeres del Colectivo Our Bodies, Ourselves |